# Cyanarctia flavinigra
Cyanarctia flavinigra là một loài bướm đêm thuộc phân họ Arctiinae, họ Erebidae.